# Quartier Nantes Nord
Le quartier Nantes Nord est un des onze quartiers de Nantes.

## Description
Ce quartier est délimité :
- à l'est, par l'Erdre
- au nord, par la commune de La Chapelle-sur-Erdre essentiellement marqué le Gesvres ;
- à l'ouest, par la commune d'Orvault matérialisé par la route de Rennes ;
- au sud, par le Cens.

## Dénomination
Contrairement à sa dénomination, le quartier « Nantes Nord » ne regroupe pas exclusivement les territoires le plus septentrionaux de la ville, puisque, par exemple, les micro-quartiers de Saint-Joseph de Porterie et Chantrerie-Gachet dans le quartier Nantes Erdre sont plus au nord que ces derniers.

## Les micro-quartiers
Selon l'Insee, il est constitué de neuf micro-quartiers.

### Boissière
Son nom évoque la présence du château de la Boissière qui fut rasé durant les années 1960, afin de laisser la place à la construction des maisons « Castors » en remplacement des baraquements d'urgence d'après-guerre.

### Bout des Landes-Bout des Pavés-Chêne des Anglais
« Bout des Landes-Bout des Pavés-Chêne des Anglais » est un quartier prioritaire réunissant 5 628 habitants en 2018, avec un taux de pauvreté de 44 %.

### Chauvinière
Le suffixe -ière venant du Latin aria signifiant « propriété de » indique l'existence en ce lieu d'un domaine ou d'une tenure, dont le nom était associé à celui de son propriétaire.

### Hauts de Gesvre
Ce nom évoque le Gesvres qui marque la limite avec La Chapelle-sur-Erdre.

### Jonelière-Université
L'origine du premier vocable (orthographié « Jonnelière » au XVIIIe) serait due à une déformation du nom d'un propriétaire au XVe : « Jean Nillères ». Ce nom est associé à l'université de Nantes dont les deux principaux campus se sont établis sur ce micro-quartier dans les années 1960.

### Pont du Cens-Côte d'or
Le premier vocable évoque l'ouvrage d'art qui permet à la route de Rennes de franchir le Cens.

### Santos-Dumont
Autour de la rue Santos-Dumont se mêle un habitat HLM et pavillonnaire.

## Démographie
Le quartier Nantes Nord compte plus de 23 600 habitants, dont la moitié est âgée de moins de 29 ans. Il est d'ailleurs le premier dans lequel la population de moins de 25 ans est la plus nombreuses (40 %), tandis que les plus de 60 ans y sont les moins nombreux (14,1 %). La présence des campus de l'université sur le quartier explique notamment la jeunesse de sa population. Avec seulement 51,3 % de femmes c'est le moins féminin des quartiers nantais. Ce déficit féminin pour les tranches d’âge 25-49 ans et 50-59 ans s’explique essentiellement par la présence du centre pénitentiaire qui accueille très majoritairement une population masculine.

## Administration
Le quartier compte actuellement une mairie annexe située au no 41 route de la Chapelle-sur-Erdre.

## Sources
- Édouard Pied, Notices sur les rues de Nantes, A. Dugas, 1906, 331 p., p. 167.